# Lluís de Santàngel

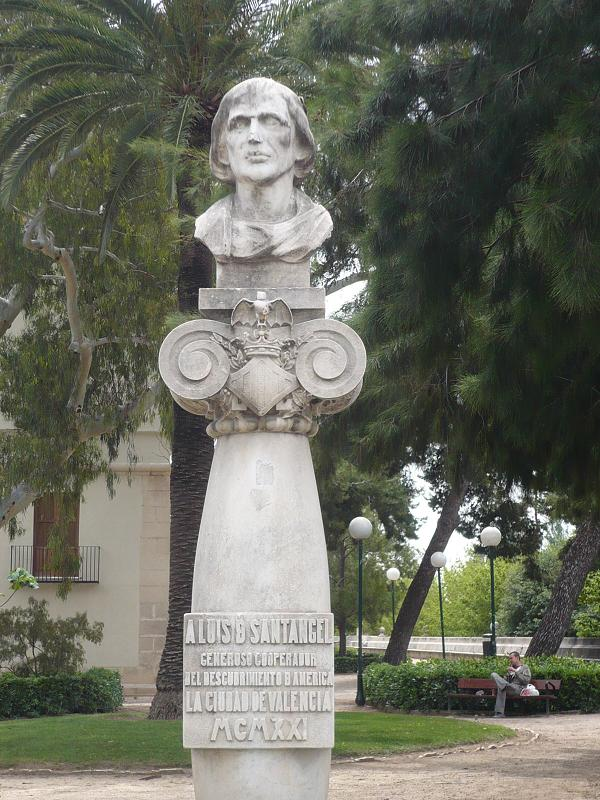
Estàtua de Lluís de Santàngel a València

Lluís de Santàngel (València (?) -1498), cortesà de Ferran el Catòlic i protector de Cristòfor Colom; fill de Lluís de Santàngel el Vell i de Brianda. Era membre d'una família de conversos d'origen jueu aragonès, procedent de Daroca, una de les comunitats hebraiques més pròsperes d'Aragó al segle xiv, fundada pel seu avi Azarias Ginillo, posteriorment conegut amb el nom convers de Lluís de Santàngel. Azarias, mercader, per conveniència de negocis, va haver de traslladar-se a València. Segons consta en el Llibre dels aveïnaments, es va instal·lar al carrer anomenat "dels Castellvins" o "d'En Joan Boix", situat a la parròquia de Sant Tomàs. Azarias va morir el 1444.
El seu pare Lluís va ser també comerciant (i hereu universal del seu pare). Sempre va tenir excel·lents relacions amb els reis Alfons el Magnànim i Joan II. Es va enriquir gràcies a diversos negocis, però sobretot gràcies a la concessió adjudicada per Joan II de l'arrendament de drets pagats pels genovesos residents a València. Va tenir dos fills més: Jaume i Galceran; i va morir cap al 1476.
Joan II va encarregar a Santàngel fill la recaptació dels interessos reials a València; des de 1478 va treballar directament per a la corona. Al cap de pocs mesos de la mort del rei Joan, el nou rei Ferran, el 12 de maig de 1479, "en vista de la indústria provada, fidelitat i moderació de Lluís de Santàngel", li concedeix el nomenament d'una de les alcaldies de la Seca de la Moneda de València.
Lluís de Santàngel va ser nomenat escrivà de ració el 13 de setembre de 1481. La seva funció principal a la cort del rei Ferran era la de financer, la de deixar diners al monarca, que aquest després li tornaria amb càrrec a diverses rendes.
Tanmateix, per la seva posició i pel fet de ser convers, fou víctima de molts intents de desfer-se d'ell. El rei, però, el considerava fonamental i va assumir la seva protecció davant la Inquisició. Així, el 30 de maig de 1497, va obtenir d'Isabel i Ferran un privilegi excepcional: l'estatut de netedat de sang. D'aquesta forma i malgrat els seus orígens, ni ell ni els seus descendents no podrien ser portats de llavors ençà davant els tribunals del Sant Ofici.
Fou determinant per a la consecució de l'expedició de Colom, que va conèixer el 1486, ja que va convèncer els reis Catòlics d'acceptar les pretensioses condicions imposades pel futur almirall en les capitulacions de Santa Fe. Així, va assumir la direcció econòmica de l'empresa, assegurant la part que corresponia aportar a la corona de la seva fortuna personal i sense interessos: 1.140.000 maravedís, juntament amb Francisco Pinelo, tresorer de la Santa Hermandad, el mateix Colom va posar 250.000 morabatins procedents d'un préstec dels seus amics genovesos. Segons alguns historiadors, aquesta operació va ser un préstec que es va cancel·lar amb rendes castellanes, seguint la línia marcada pels monarques d'excloure la corona d'Aragó de qualsevol participació en els assumptes relatius al Nou Món. Per contra, Jordi Bilbeny menciona que altres historiadors veuen en aquest fet la prova que la descoberta del Nou Món fou una empresa catalana portada a terme per catalans i subvencionada per la corona d'Aragó.
Sembla que Colom va tenir molta estima a Santàngel, puix que va ser un dels primers a qui contà el succés del seu viatge. Ho va fer mitjançant una carta anomenada la lletra d'En Colom, escrita durant el viatge de retorn de la primera expedició.